# Kinderunfallatlas

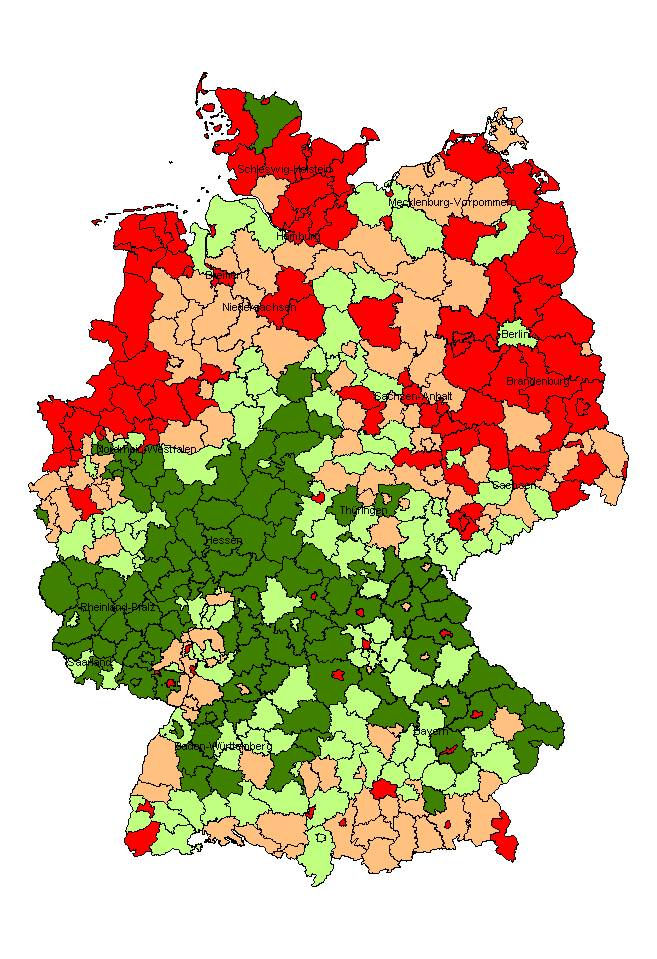
Darstellung des Verhältnisses der 2003–2005 als Radfahrer verunglückten Kinder zur Größe der Altersgruppe nach Kreisen, mit verschiedenen Farben von grün bis rot, ohne Angabe der Skala

Der Kinderunfallatlas stellt die regionale Verteilung von Verkehrsunfällen mit Kinderbeteiligung in Deutschland dar. Er wird von der Bundesanstalt für Straßenwesen herausgegeben.
Die Unfälle werden in Form klassifizierter Häufigkeiten dargestellt, die auf einer definierten Fläche, einem Gebiet oder einer Region geschehen sind. So lässt sich beispielsweise über Verwaltungseinheiten wie Kreise und Gemeinden die Häufigkeit von Verkehrsunfällen in Beziehung zur Größe der jeweiligen Personengruppe graphisch darstellen. Es entsteht eine Karte oder ein Atlas, der zeigt, wie häufig ein Straßenverkehrsunfall in einer Region innerhalb eines bestimmten Zeitraums aufgetreten ist.

## Regionale Verteilung von Kinderunfällen in Deutschland
Kinderverkehrsunfälle sind nie über ein Land gleichmäßig verteilt, vielmehr gibt es Regionen mit mehr oder weniger Unfällen und auch je nach Verkehrsteilnahmeart stärker oder weniger gefährdete Gebiete. Viele Verkehrssicherheitsmaßnahmen können schon wegen begrenzter finanzieller Mittel nicht flächendeckend eingesetzt werden. Daher empfiehlt sich eine Konzentration auf Gebiete mit vergleichsweise hohen Unfallbelastungen.
Eine aktuelle regionale Analyse der Daten schien wichtig zu sein, um örtliche Unfallschwerpunkte erkennen, analysieren und gegebenenfalls entfernen oder entschärfen zu können. Ein Überblick der regionalen Verteilung von Unfällen erlaubt zudem eine Abschätzung über besonders wirksame Maßnahmen und ist auch für Verbände, die sich mit Verkehrssicherheit beschäftigen, von Interesse. Für Eltern und Lehrer vermitteln die Daten eine zur Orientierung wichtige Positionsbestimmung, wie sich die Situation vor Ort im Vergleich zu anderen Gebieten darstellt. Diese Informationen lagen auf Kreis- und Gemeindeebene jedoch lange Zeit nicht vor.

## Vorgänger
Der erste „Unfallatlas“ dieser Art betraf verunglückte Kinder bei Straßenverkehrsunfällen in der Bundesrepublik Deutschland 1984 und wurde 1986 von der Daimler-Benz AG veröffentlicht. Er zeigte diejenigen Regionen auf, in denen viele Kinder verunglückten, und stellte sie denjenigen gegenüber, in denen Kinder weniger häufig in Straßenverkehrsunfälle verwickelt wurden. In den damaligen 328 kreisfreien Städten und Landkreisen der alten Länder wurden alle polizeilich erfassten Verkehrsunfälle, an denen Kinder (im Alter von unter 15 Jahren) beteiligt waren, in zwei Altersgruppen (0–5 und 6–14 Jahre) und nach der Art ihrer Verkehrsbeteiligung (Fußgänger, Radfahrer, Mitfahrer in Pkw) bezogen auf die Gesamtanzahl der in der jeweiligen Verwaltungseinheit als Einwohner gemeldete Kinder dargestellt. Vorrangiges Ziel dieses Unfallatlasses war es, Maßnahmen zur Verbesserung der Verkehrssicherheit gezielter als vorher einsetzen zu können und somit die Effizienz der Verkehrssicherheitsarbeit für Kinder zu erhöhen.

## Untersuchungsmethode
Im vorliegenden Kinderunfallatlas wurden die Unfalldaten der zwischen 2001 und 2005 im Straßenverkehr verunglückten Kinder je 1000 Kinder pro Altersgruppe für alle 439 Landkreise und kreisfreien Städte berechnet. Zudem erfolgte eine Analyse der Daten von 2003 bis 2005 auf Gemeindeebene. Basierend auf der Einwohnerzahl der Gemeinden und auf der Anzahl der verunglückten Kinder je 1000 Kinder der Altersgruppe wurden sechs Gruppen von Gemeinden gebildet. Die erste Gruppe setzt sich aus 15 Großstädten zusammen, die letzte Gruppe umfasst 1705 Gemeinden unter 10.000 Einwohnern.

## Ergebnisse
Kinderunfälle in der Bundesrepublik sind nicht gleichmäßig verteilt. Die bevölkerungsbezogene Analyse auf Kreisebene zeigt ein deutliches Nord-Süd-Gefälle. Dennoch trifft diese Aussage nicht für alle Arten der Verkehrsteilnahme zu. Während Kinder als Fußgänger besonders häufig in Nordrhein-Westfalen und großen Städten der Bundesrepublik verunglücken, sind sie als Radfahrer in den Regionen in Schleswig-Holstein, Niedersachsen, Mecklenburg-Vorpommern und Brandenburg besonders gefährdet. Als Mitfahrer in Pkw verunglücken die meisten Kinder in den ländlichen Gebieten Bayerns und den östlichen Regionen der Bundesrepublik. Zusätzlich lässt sich auf Gemeindeebene zeigen, dass das auf die Altersgruppe bezogene Risiko für Fußgänger mit der Größe einer Stadt zunimmt, während Radfahrer in sogenannten Mittelstädten besonders häufig verunglücken. Als Mitfahrer in Pkws tragen Kinder in sehr kleinen Orten unter 10.000 Einwohnern ein deutlich erhöhtes Risiko.

## Folgerungen
Auf der Grundlage dieses Berichtes ist es möglich, die spezifische Verkehrssicherheitssituation von Kindern nicht nur im Vergleich zu anderen Kreisen, sondern auch im Vergleich zu anderen Gemeinden gleicher Größe zu analysieren. Abgesehen davon, dass die Verantwortlichen vor Ort in die Lage versetzt werden, die spezifische Situation einzustufen, lassen sich auf dieser Grundlage Maßnahmen gezielter und ökonomisch sinnvoller einsetzen. Eine entsprechende Wiederholung der Berechnungen erfolgt in Fünf-Jahres-Abständen.

## Kritik
Nach Feststellung der Statistikerin Katharina Schüller krankt die Interpretation der Ergebnisse jedoch an methodischen Fehlern, etwa, indem Prozentzahlen durch Bezug auf die falschen Größen gewonnen wurden. So ist der Bayerische Wald nur scheinbar Radfahrerparadies, in Wahrheit gibt es einfach wenige radfahrende Kinder. Da die Unfallrate je 1.000 gemeldete Kinder und nicht je 1.000 radfahrende Kinder bzw. pro auf dem Rad zurückgelegtem Kilometer berechnet wurde, sind möglichst geringe Anteile an Radfahrern förderlich für das Ranking, erkennbar an grünen Bereichen in Mittelgebirgslagen. Auch Unfälle mit nicht ortsansässigen Kindern, z. B. von Touristen, gehen in diese Statistik ein und verfälschen sie, da die Unfallzahl sich erhöht, die Bezugsgruppe aber gleich groß bleibt.
Die Unfallraten werden maßgeblich durch die zurückgelegten Strecken und die Wahl der Verkehrsmittel, außerdem auch durch Verkehr von nicht Ortsansässigen im Gebiet der betrachteten Stadt, beeinflusst. Dies kann nicht mit Verweis auf das Ziel der Suche nach Unfallschwerpunkten zurückgewiesen werden, da in diesem Fall die absoluten Unfallzahlen betrachtet werden müssten.

## Statistisches Bundesamt
Neben der Bundesanstalt für Straßenwesen in Bergisch Gladbach gibt auch das dem Innenministerium unterstellte Statistisches Bundesamt in Wiesbaden atlasartige Statistiken zu der Entwicklung der Kinderunfälle auf dem Gebiet der Bundesrepublik Deutschland heraus, die sich allerdings strukturell unterscheiden: Danach weisen im geografischen Vergleich der Unfallzahlen von Kindern unter 15 Jahren die südlichen Bundesländer Baden-Württemberg, Bayern, Hessen und Rheinland-Pfalz mit einer Quote von jeweils unter 250 Unfällen je 100.000 Einwohner beispielsweise für das Jahr 2015 deutlich bessere Erfolge bei der Herstellung von Verkehrssicherheit auf als die nördlichen Bundesländer Schleswig-Holstein, Hamburg, Bremen, Mecklenburg-Vorpommern, Brandenburg und Sachsen-Anhalt mit einer jeweiligen Quote von mehr als 301 verunglückten Kindern je 100.000 Einwohner. Die übrigen Bundesländer Berlin, Nordrhein-Westfalen, Niedersachsen, Sachsen, Thüringen und Saarland nehmen nach der amtlichen Statistik mit einer Quote zwischen 251 und 300 verunglückten Kindern eine Mittelstellung beim Unfallgeschehen ein. Aus den Zahlen ergibt sich ein offensichtliches Nord-Süd-Gefälle, das auf eine unterschiedlich effiziente Verkehrserziehung und Sicherheitspolitik schließen lässt. In weiteren Skalen differenziert die amtliche Statistik des Bundesamts nach Fußgänger-, Radfahrer- und Mitfahrerunfällen und stellt entsprechende Jahresvergleiche an.